# Junioren-Badmintonpanamerikameisterschaft 1977
Die Junioren-Badmintonpanamerikameisterschaft 1977 fand vom 13. bis zum 17. Juli 1977 in Mexiko-Stadt statt.

## Medaillengewinner der U18
| Disziplin    | Gold                           | Silber                          |
| ------------ | ------------------------------ | ------------------------------- |
| Herreneinzel | Paul Johnson                   | Antonio Vessi                   |
| Dameneinzel  | Sandra Skillings               | María Esther Luna Félix         |
| Herrendoppel | Paul Johnson Byron Kidd        | Hector Casillas G. Rodriguez    |
| Damendoppel  | Sandra Skillings Debbie Smith  | Johanne Falardeau Beverly Suits |
| Mixed        | Paul Johnson Johanne Falardeau | Byron Kidd Sandra Skillings     |

## Finalresultate
| Disziplin    | Sieger                         | Finalist                        | Ergebnis          |
| ------------ | ------------------------------ | ------------------------------- | ----------------- |
| Herreneinzel | Paul Johnson                   | Antonio Vessi                   | 12–15, 15–4, 15–7 |
| Dameneinzel  | Sandra Skillings               | María Esther Luna Félix         | 11–8, 7–11, 11–6  |
| Herrendoppel | Paul Johnson Byron Kidd        | Hector Casillas G. Rodriguez    | 15–13, 15–10      |
| Damendoppel  | Sandra Skillings Debbie Smith  | Johanne Falardeau Beverly Suits | 15–8, 11–15, 15–5 |
| Mixed        | Paul Johnson Johanne Falardeau | Byron Kidd Sandra Skillings     | 15–4, 8–15, 15–9  |